# Beauregard-Vendon
Beauregard-Vendon település Franciaországban, Puy-de-Dôme megyében. Lakosainak száma 1323 fő (2022. január 1.). Beauregard-Vendon Saint-Myon, Combronde, Davayat, Gimeaux, Chambaron-sur-Morge és Teilhède községekkel határos.

## Népesség
A település népességének változása:
| Lakosok száma | 1142 | 1172 | 1189 | 1194 | 1216 | 1238 | 1269 | 1298 | 1323 |
|               | 2013 | 2015 | 2016 | 2017 | 2018 | 2019 | 2020 | 2021 | 2022 |